# De Comoediis Plautinis
De Comoediis Plautinis (Sobre as Comédias de Plauto) é uma obra do escritor erudito romano Marco Terêncio Varrão. Trata-se de obra crítica-literária de cunho filológico em que o objetivo do autor é estabelecer quais das comédias atribuídas a Plauto eram autênticas e quais eram espúrias.

## A questão das comédias de Plauto
Plauto foi um comediógrafo de grande prestígio durante o período arcaico da história de Roma e cujo prestígio se manteve perene mesmo após sua morte, atravessando diversas eras da história romana. Devido a essa grande fama do autor, não paravam de aparecer novas comédias atribuídas a ele, uma vez que o nome de Plauto bastava para que as companhias de teatro garantissem o sucesso de público. Assim, na época de Varrão já havia cerca de 130 comédias atribuídas ao comediógrafo (segundo Aulo Gélio) e a inautenticidade de muitas delas era evidente.
A questão já havia ocupado anteriormente outros eruditos filólogos, entre eles dois professores de Varrão: Élio Estilão e Lúcio Ácio.

## A obra de Varrão
Varrão separou o corpus de comédias atribuídas a Plauto em três grupos:
1. Aquelas de autoria incontestável (21 peças);
2. Aquelas que possivelmente foram escritas por Plauto, mas que não é possível assegurar-se disso (19 peças)
3. Aquelas sem dúvida espúrias.

Aparentemente Varrão utilizou-se, para separar as peças autênticas das espúrias, simplesmente da sua familiaridade com o estilo e a língua de Plauto.

## Herança da obra
Infelizmente essa obra de Varrão foi completamente perdida, não alcançando nosso tempo. Deixou-nos, no entanto uma herança valiosa. Aparentemente, desde o estudo de Varrão as 21 peças consideradas autênticas, tiveram um grande aumento de prestígio em detrimento das demais. Das comédias de Plauto (um autor arcaico), somente 21 delas sobreviveram: são exatamente as 21 peças dadas por Varrão como de autoria incontestavelmente plautina. O corpus de 21 peças de Plauto é uma das mais valiosas e completas coletâneas de textos latinos arcaicos preservados.